# Пародия
Паро́дия (от древнегреч. παρά – «возле, кроме, против», и ᾠδή – «песня») – вид комической стилизации, целью которой является высмеивание имитируемого объекта, которым может быть произведение искусства, творчество какого-либо автора или жанр, а также манера исполнения и характерные внешние признаки исполнителя (если речь идёт об актёре или эстрадном артисте). По-другому, пародия – «это комический образ художественного произведения, стиля или  жанра», «комическое подражание художественному произведению или группе произведений».
В некоторых словарях и монографиях пародия определяется как жанр, что противоречит её природе, ведь пародии могут создаваться в различных жанрах и направлениях искусства, в том числе — в литературе (в прозе и поэзии), музыке, кино, эстрадном искусстве и др. К тому же «элементы пародии могут включаться в большие произведения, в том числе и в качестве вставных пародийных текстов», как, например, в произведениях А. С. Пушкина («Руслан и Людмила», «Евгений Онегин», «Капитанская дочка»), Ф. М. Достоевского («Бедные люди», «Бесы»), Льюиса Кэрролла («Алиса в Стране чудес», «Алиса в Зазеркалье»), А. П. Чехова («Драма»), Ильи Ильфа и Евгения Петрова («Двенадцать стульев», «Золотой телёнок»), В. В. Набокова («Дар», «Лолита») и многих других авторов.

## История
Пародия была известна в античной литературе.
Первый известный образец жанра — Батрахомиомахия («Война мышей и лягушек»), где пародируется высокий поэтический стиль «Илиады» Гомера.

## Виды пародии
- Литературные пародии
- Музыкальные пародии
- Кинопародии
- Сайты-пародии
- Эстрадная пародия

Литературовед А. А. Морозов выделяет три основные разновидности жанра литературной пародии:
- юмористическая или шуточная пародия, не лишённая критицизма, но в целом дружественная по отношению к оригиналу; к ней близка комическая стилизация;
- сатирическая пародия, отчетливо направленная против оригинала и наполненная резким критицизмом ко всему идейно-эстетическому комплексу пародируемого произведения;
- «пародийное использование», направленное преимущественно на внелитературные цели, лежащие вне «пародируемого» произведения (к примеру: «И скучно, и грустно, и некого в карты надуть» Н. А. Некрасова).

## Методы достижения комизма пародии
- Нарушение единства стиля и тематики изложения. Пародийный эффект достигается с помощью бурлеска и травестии: в первом случае низкий предмет, излагается высоким стилем, во втором — высокий предмет излагается низким стилем: «автор пародии сосредотачивается на „снижении“ смыслового компонента произведения-источника, которое может сопровождаться и „снижением“ языка оригинала… Сам факт соотнесения, сравнения „высокого“ с „низким“ позволяет усомниться в действительной „высоте“ первого»[5].  Так, например, построена пародия Д. Д. Минаева на стихотворение А.А. Фета «Тихая звездная ночь...» (1842):

Тихая звездная ночь.

Друг мой, чего я хочу?

Сладки в сметане грибы

В тихую звездную ночь.

Друг мой, тебя я люблю,

Чем же мне горю помочь?

Будем играть в "дурачки"

В тихую звездную ночь.

Друг мой! Умен я всегда,

Днем я — от смысла не прочь.

Лезет в меня ерунда

В теплую звездную ночь.— Дмитрий Минаев, Лирические песни без гражданского отлива, 1863 
- Гиперболизация. Характерные черты пародируемого произведения или жанра, широко применяемые в нём штампы многократно повторяются и доводятся до абсурда  (Пример: фильм Робин Гуд: Мужчины в трико).
- «Переворачивание» произведения. Характерные черты произведения заменяются в пародии на прямо противоположные (пример: книга Жвалевского и Мытько «Порри Гаттер и Каменный Философ», пародирующая книги о Гарри Поттере).
- Смещение контекста. Контекст изменяется таким образом, что точно повторённые особенности исходного произведения становятся нелепыми и смешными.

## Литературные пародии
Пародия является неотъемлемой частью литературной жизни, часто выступая и средством борьбы враждующих школ и группировок, и видом литературной критики. По мнению Л. Гроссмана, «пародия на литературное произведение всегда является его оценкой. Выделяя и гипертрофируя те или иные комические, странные или своеобразные черты оригинала, пародия тем самым характеризует данный текст, отражает его в своем „кривом зеркале“ под определенным углом зрения… В основе ее — углубленное изучение пародируемых авторов, тонкая наблюдательность, чутье живой и меткой оценки». 
«В свою очередь, отечественная критика нередко шла в одной упряжке с пародией: относительно самостоятельные пародии внедрялись в тексты журнальных статей, рецензий и обзоров, самые разнообразные жанры включали в себя пародийные намеки и пассажи. Это можно наблюдать в литературной работе Н. А. Полевого, Н. А. Некрасова и И. И. Панаева, создателей Козьмы Пруткова и Н. А. Добролюбова, Д. Д. Минаева и В. С. Курочкина…».
Осмеивая то или иное литературное явление, пародист «может сосредоточиться как на стиле, так и на тематике — высмеиваются как заштампованные, отставшие от жизни приемы поэзии, так и пошлые, недостойные поэзии явления действительности».
В то же время пародия может свидетельствовать о значимости и популярности пародируемого явления. Наряду с сатирическими существуют и доброжелательные пародии, не лишенные иронического оттенка, но в целом не столько разоблачающие свой объект, сколько «гиперболически демонстрирующие» его неповторимое своеобразие. Таковы, например, пародии Ю. Д. Левитанского из его цикла «Сюжет с вариантами», в котором детский стишок «Раз, два, три, четыре, пять, вышел зайчик погулять» изложен от лица ведущих советских поэтов, причем автор цикла в первую очередь «стремился схватить особенности их интонации, лексики, творческой манеры, стиля».
Также, одним самых известных советских пародистов поэзии можно назвать А. Иванова (также бессменный ведущий телепередачи «Вокруг смеха»).
Пародия может быть и не на конкретное литературное произведение, а собирательной, высмеивающий определенный литературный стиль или штампы, например известная песня Владимира Высоцкого «Пародия на плохой детектив».

## Музыкальные пародии
История музыки дает немало примеров того, как объектом пародии становились и популярные произведения, и жанры, и творческие манеры композиторов, и музыкальные шаблоны. Мастерами музыкальных пародий были такие композиторы, как Моцарт (его дивертисмент Ein musikalischer Spaß («Музыкальная шутка», K. 522) считается пародией на бесталанных композиторов, воспроизводивших общие места своего времени) и Жак Оффенбах, высмеивавший в своих буффонадах сочинения именитых современников, авторов «серьезной музыки»: Гектора Берлиоза,  Рихарда Вагнера, К. В. Глюка, Джакомо Мейербера и др.; его оперетта «Орфей в аду» (либр. Э. Кремьё и Л. Галеви, 1858) представляет собой остроумной пародию на оперу традиционного типа и одновременно — едкую сатиру на буржуазно-аристократическое общество Второй империи.
Наиболее часто пародируемым музыкальным жанром считается песня.
Песни-пародии могут представлять собой оригинальные произведения, комично обыгрывающие тематику и формальные особенности пародируемого сочинения. Примерами таких пародий являются: песня  «Back in the U.S.S.R.» из «Белого альбома» (1968) группы The Beatles, пародирующая песню Чака Берри «Back in the U.S.A.», а также сочиненные Нилом Иннесом песни-пародии на композиции «The Beatles», прозвучавшие в псевдодокументальном фильме The Rutles: «All You Need Is Cash» (Всё, что тебе нужно — это бабло, 1978). В 80-х и 90-х самый, наверное, известный пародист в США — Странный Эл Янкович. В СССР/России — Сергей Минаев.
Пародии другого рода представляют собой «подтекстовку» популярных песен, когда сохраняется мелодия, но изменяются слова исходного произведения. Некоторые пародии на песни считаются народными и ходят во многих вариантах, другие созданы авторами, специализирующимися на музыкальной пародии, такими как, например, коллективы «Фабрика Переделок», «Красная Плесень», «Пятая Бригада», ОСП-Студия, «Б2» и «Мурзилки International». Песенные пародии популярны во многих странах мира.

### Боже, царя храни
Известно существование пародии на гимн царской эпохи «Боже, Царя храни!», который приписывали Пушкину. Версия об авторстве Пушкина возникла после того, как декабрист А. В. Поджио сознался на допросе, что на встрече на квартире у И. И. Пущина обсуждалось сочинение песен «наподобие „Боже, спаси царя“ Пушкина». Авторство также приписывалось А. А. Дельвигу.

### Гимн Российской Федерации
Среди пародий на гимн Российской Федерации известна песня Юлия Кима:
Россия родная, страна дорогая,

Ну что ж ты, Россия, стоишь и поёшь

Всё снова и снова стихи Михалкова,

А там что ни слово — 

Дежурная ложь?— Юлий Ким, Гимн России (мой вариант)

### Пародии на советские песни
- «Медленно ракеты улетают вдаль» — песня создана по мотивам песни «Голубой вагон» из мультфильма о Чебурашке, крокодиле Гене и старухе Шапокляк. Если песня из кинофильма доброжелательно выражает надежду на удачу и лучшее будущее, то пародия на неё пытается сохранить эту надежду при более тяжёлых обстоятельствах ядерного конфликта, в котором то, что останется от Америки и Китая, будет погружено в голубой вагон.
- «Вместе весело шагать по болотам, по болотам, по зелёным. И деревню выжигать лучше ротой или целым батальоном» — пародия на бодрую пионерскую песню, спетая от имени наёмников, воюющих в некоей отсталой тропической стране. На эту же песню существовали более «детские» пародии в жанре «чёрного юмора», с припевом типа: «Раз ударчик, два ударчик — он качается, и ещё один ударчик — он валяется, раз дощечка, два дощечка — гробик строится, раз лопатка, два лопатка — ямка роется!» Вариантов существует множество, во всех сюжет проходит через описание антиобщественного поведения (вроде «и под окнами орать лучше хором»), через насилие по отношению к кому-либо, в том числе — к представителю власти, и заканчивается похоронами последнего.
- «Морква на городі, у саду бджола, жаба на болоті крила розвела…» — изначально была просто стихотворением-пародией на нац. идею Украины о летающей жабе, которой «в небо взмити не дає Москва», однако в дальнейшем специалистом-этнологом П. Корявцевым была удачно положена на музыку «Ой, цветёт калина…». Автор стихов — канадец украинского происхождения Микола Середа. Перевод на русский язык выполнил Василий Чобиток.
- «Летящей походкой ты вышла за водкой и скрылась из глаз под машиной КАМАЗ» — переделанный припев песни Ю. Антонова «Я вспоминаю».

## Кинопародии
Кинопародии — комедийные фильмы, пародирующие либо определённые, широко известные кинофильмы, либо целые поджанры кино. Кинопародии известны достаточно давно. Наиболее удачные пародии, как правило, делаются на фильмы, отличающиеся либо огромным количеством заезженных штампов, либо неумеренным пафосом.

### Известные кинопародии 1980-х — 1990-х годов
- «Аэроплан!» — пародия на фильм «Аэропорт» и на другие фильмы-катастрофы.
- «Совершенно секретно!» — пародия на бондиану.
- «Космические яйца» — пародия на четвёртый эпизод киноэпопеи Джорджа Лукаса.
- «Голый пистолет», «Голый пистолет 2½: Запах страха» и «Голый пистолет 33⅓: Последний выпад» — трилогия пародий на криминальные боевики 80-90-х годов.
- «Человек-краб с Марса» — пародия на фильмы «категории B» 1950-х годов.
- «Горячие головы» и «Горячие головы! Часть 2» — пародия на военные боевики.
- «Не грози южному централу, попивая сок у себя в квартале» — пародия на драму «Ребята по соседству».
- «Недетское кино» — пародия на американские подростковые комедии.
- «Шестой элемент» — пародия на фильм «Пятый элемент», при этом сам фильм «Пятый элемент» отчасти тоже является пародией.

### Серия фильмовОчень страшное кино
- «Очень страшное кино» — пародия на фильмы «Крик», «Я знаю, что вы сделали прошлым летом» и другие.
- «Очень страшное кино 2» — пародия на фильмы «Призрак дома на холме», «Полтергейст», «Невидимка», «Изгоняющий дьявола» и другие.
- «Очень страшное кино 3» — пародия на фильмы «Звонок», «Знаки» и другие.
- «Очень страшное кино 4» — пародия на фильмы «Война миров», «Проклятие» «Таинственный лес», «Пила» и другие.
- «Очень страшное кино 5» — пародия на фильмы «Паранормальное явление», «Черный лебедь», «Мама» и другие.

### КинопародииАарона ЗельцераиДжейсона Фридберга
- «Киносвидание» — пародия на романтические фильмы.
- «Очень эпическое кино» — пародия на большинство фильмов, вышедших 2005 и 2006 годах.
- «Супергеройское кино» — пародия на фильм «Человек-паук» и другие.
- «Знакомство со спартанцами» — пародия на фильм «300 спартанцев» и другие.
- «Нереальный блокбастер» — пародия на большинство фильмов, вышедших в 2007—2008 годах.
- «Вампирский засос» — пародия на фильм «Сумерки», «Сумерки. Сага. Новолуние» и другие.
- «Очень голодные игры» — пародия на фильм «Голодные игры» и другие.
- «Суперфорсаж» — пародия на серию фильмов «Форсаж».

### Серия фильмов «Самый лучший фильм»
- «Самый лучший фильм» — пародия на российские фильмы «Ночной Дозор», «9 рота» и другие.
- «Самый лучший фильм 2» — пародия на российские фильмы «Жара», «Мы из будущего» и другие.
- «Самый лучший фильм 3-ДЭ» — пародия на российские фильмы «Чёрная молния», «Тарас Бульба» и другие.

### Кинопародии Майкла Тиддеса
- «Дом с паранормальными явлениями» — пародия на фильм «Паранормальное явление» и другие.
- «Дом с паранормальными явлениями 2» — пародия на фильмы «Синистер», «Шкатулка проклятия», «Заклятие» и другие.
- «Пятьдесят оттенков чёрного» — пародия на фильм «Пятьдесят оттенков серого» и другие.
- «Без ансамбля» — пародия на танцевальные фильмы и мюзиклы.

### Кинопародия на испанские фильмы
- «Очень испанское кино» — пародия на испанские фильмы «Лабиринт Фавна», «Возвращение», «Приют» и другие.

К кинопародиям часто относят и смешные переводы фильмов. В России в качестве примеров такого творчества можно назвать переозвучки голливудских блокбастеров, выполненные Дмитрием Пучковым (Гоблином) — в них сюжет фильма, несмотря на сохранение видеоряда, полностью изменяется за счёт замены оригинальной звуковой дорожки на новую. Сам Гоблин утверждает, что объектом пародирования являлись не сами фильмы, а склонность большого числа российских переводчиков вместо адекватного перевода делать практически произвольный пересказ, часто резко искажающий смысл того, что на самом деле говорится героями фильма. По отношению же к оригинальному фильму смешной перевод в подавляющем большинстве случаев является не пародией, а производным произведением.

### Пародии наСоветское кино
- СамоИрония судьбы (2022) — Пародия на фильм Ирония судьбы, или С лёгким паром! (1975)
- Иван Васильевич меняет всё (2023) — Пародия на фильм Иван Васильевич меняет профессию (1973)
- Небриллиантовая рука (2024) — Пародия на фильм Бриллиантовая рука (1968)

## Пародии на телевидении
На телевидении жанр пародии очень востребован. Сюда можно отнести пародии на популярных деятелей (политиков, певцов, телеведущих и т. д.), без которых не обходится практически ни одна юмористическая передача. В 2008 году на российском телевидении появилась передача, целиком состоящая из пародий — «Большая разница» (также, Большая разница в Одессе). 

Пример иностранной пародии на распространённые клише детских образовательных передач 1980-х годов — цикл видеороликов «Тоффи и горилла» (Израиль, 2007 год), некоторые ролики которой многие посмотревшие принимали за оригинал.

## Эстрадная пародия

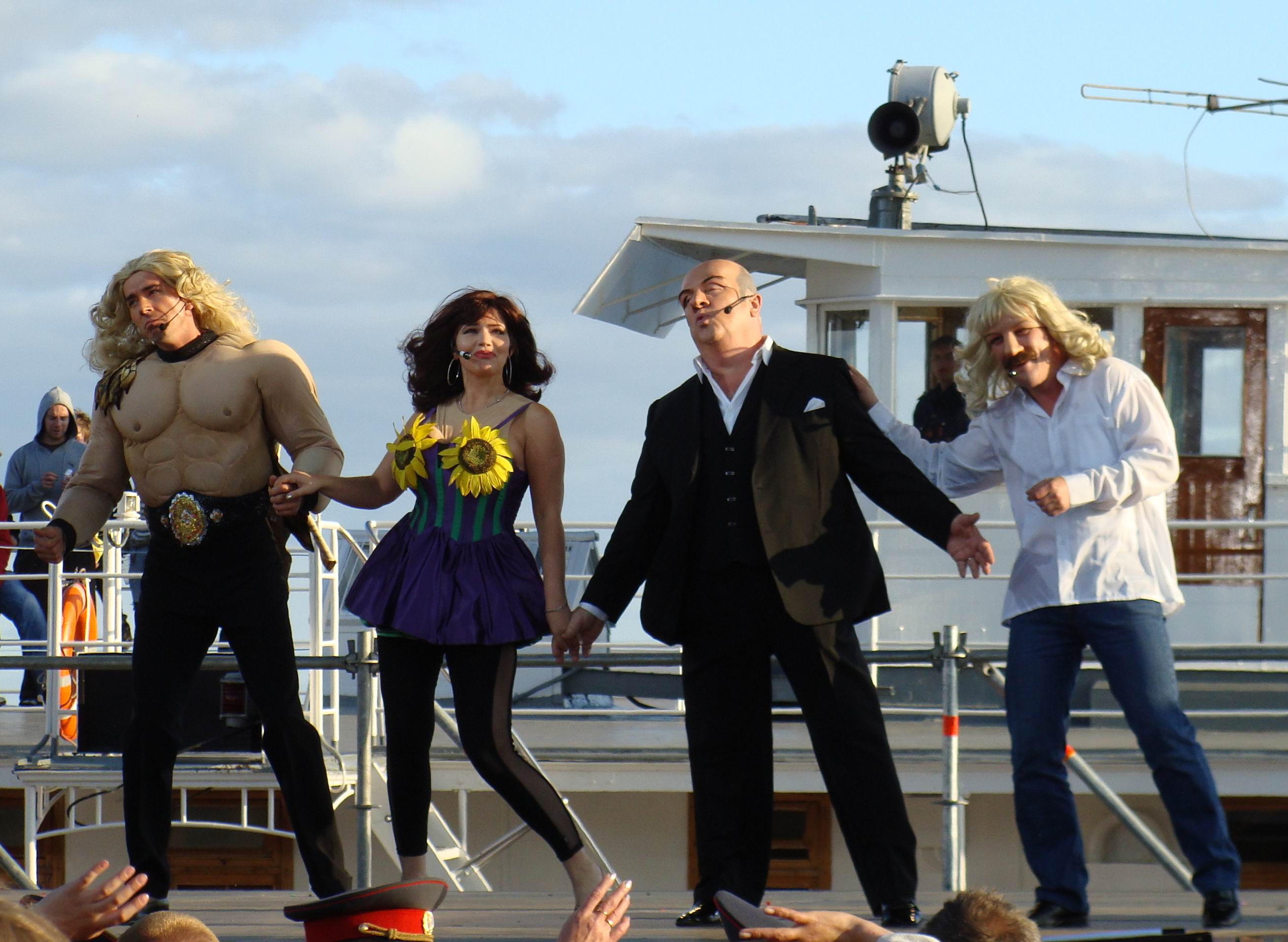
Пародия на российскую эстраду. Слева направо: Тарзан, Наташа Королёва, Игорь Крутой, Игорь Николаев

- Виктор Чистяков: актёр и пародист конца 60-х — начала 70-х.
- Театр пародий Владимира Винокура: Владимир Винокур — известный юморист, заслуженный артист РСФСР, Народный артист России. С 1989 руководитель Театра пародий Владимира Винокура. В 1997 году театр получил статус государственного.
- Группа «Экс-ББ»: Участники группы «Экс-ББ» трудятся в жанре пародии и музыкальной эксцентрики с 1989 года. «Экс-ББ» не стремится к имитации голоса или манеры пародируемых исполнителей. Главное, чтобы зритель узнал артиста.
- Александр Песков: Александр Песков возродил и дал вторую жизнь жанру синхро-буффонады. Исполнение пародии под фонограмму пародируемого артиста.
- Максим Галкин: Артистический дебют Максима Галкина состоялся в апреле 1994 года. Его заметил Борис Брунов и пригласил в свой Театр Эстрады. Гастролировал с Михаилом Задорновым. В апреле 2001 Галкин получил премию «Золотой Остап» в Санкт-Петербурге.
- Елена Воробей: Со студенческих лет начала работать в ленинградском театре музыкальной пародии БУФФ, где познакомилась с Юрием Гальцевым и Геннадием Ветровым. В 1991 году выступила с клоунадой на конкурсе актёрской песни имени Андрея Миронова, где получила приз зрительских симпатий. В 1993 году получила Гран-при, специальный приз 1-го канала и приз зрительских симпатий на Всероссийском конкурсе «Ялта-Москва-Транзит». После этого конкурса Елена Воробей перешла на эстраду и начала принимать участие в программе «Аншлаг». Снимается в кино.
- Михаил Грушевский: Михаил Грушевский копирует голоса известных артистов и политических деятелей. В 1988 году поступил в театр-студию «Гротеск». Благодаря участию Владимира Винокура, творческая карьера Михаила Грушевского пошла вверх. С 1996 года по 2004 работал в «Аншлаге» у Регины Дубовицкой.

## Сайт-пародия
Сайт-пародия — веб-сайт, пародирующий черты другого, обычно широко известного веб-сайта. Пародироваться может как идея, так и элементы внешнего оформления. Продолжительность жизни пародийных сайтов неодинакова. Некоторые из них функционировали очень недолго.
Примеры:
- ПДРС — интернет-пародия на украинские пророссийские и левые политические силы (2008);
- whitehouse.org — пародия на официальный сайт Белого дома (США);
- FPO.at [14] — пародия на официальный сайт Партии свободы (Австрия);
- Абсурдопедия[15] — пародия на Википедию.

Сатирические новости же зачастую пародируют новостные заметки как жанр.

## Правовой статус

### Российская Федерация
До 2008 года правовой статус пародии в Российской Федерации определён не был. 1 января 2008 года вступила в силу 4 часть ГК РФ, где 3 пункт статьи 1274 в явном виде разрешает пародию:

Создание произведения в жанре литературной, музыкальной или иной пародии либо в жанре карикатуры на основе другого (оригинального) правомерно обнародованного произведения и использование этой пародии либо карикатуры допускаются без согласия автора или иного обладателя исключительного права на оригинальное произведение и без выплаты ему вознаграждения.

При этом, согласно пункту 2 статьи 1266, пародия не должна порочить честь, достоинство и деловую репутацию автора оригинального произведения:

Извращение, искажение или иное изменение произведения, порочащие честь, достоинство или деловую репутацию автора, равно как и посягательство на такие действия, дают автору право требовать защиты его чести, достоинства или деловой репутации в соответствии с правилами статьи 152 настоящего Кодекса. В этих случаях по требованию заинтересованных лиц допускается защита чести и достоинства автора и после его смерти.

### США
В США действует прецедентная судебная система, поэтому и правовой статус пародии там определился после прецедента. Таковым стало в 1994 году дело Campbell против лейблы Acuff-Rose Music, в котором авторы пародии были оправданы, после чего пародия стала легальной.